# The Story So Far
The Story So Far es una banda pop punk estadounidense de Walnut Creek, California, formada en 2007. Actualmente han firmado con Pure Noise Records y han lanzado 5 álbumes de estudio.

## Historia

### Formación y primeros lanzamientos (2007-2010)
The Story So Far se formó en Walnut Creek, California en 2007. Su nombre está tomado de la canción de New Found Glory "The Story So Far". La banda estaba compuesta por Parker Cannon en la voz, Kevin Geyer y Kevin Ambrose en la guitarra, Ryan Torf en la batería y Kelen Capener en el bajo. El 22 de diciembre, la banda lanzó e "5 Songs" EP. Ambrose se separó de la banda cuando fue a la universidad en 2010 y fue reemplazado por William Levy. En marzo de 2010 se anunció que la banda había firmado con Pure Noise. Dos meses después, la banda lanzó un EP, While You Were Sleeping (2010). En noviembre, la banda lanzó una división con Maker.

## Estilo
Under Soil and Dirt (2011), What You Don't See (2013), y The Story So Far (2015) han sido descritos como pop punk. The Story So Far también se ha descrito como una versión "más atrevida" del pop punk, debido a su frecuente incorporación de elementos hardcore punk y punk rock en su música.

## Miembros
Miembros actuales
- Parker Cannon – Voz (2007–presente)
- Kevin Geyer – Guitarra líder (2007–presente)
- Ryan Torf – Batería (2007–presente)
- Will Levy – Guitarra rítmica (2010–presente)

Miembros anteriores
- Kevin Ambrose – Guitarra rítmica (2007–2010)
- Kelen Capener – Bajo (2007–2022)

Miembros de tour
- Morgan Foster – Bajo (2011–2012)
- Ryan Justice – Batería (2011)
- Cameron Macbain – Batería (2011–2012)

## Discografía
Álbumes de estudio
- Under Soil and Dirt (2011)
- What You Don't See (2013)
- The Story So Far (2015)
- Proper Dose (2018)
- I Want to Disappear (2024)

Split
- The Story So Far vs. Stick to Your Guns (con Stick to Your Guns) (2013)

Sencillos
| Título        | Año  | Álbum               |
| ------------- | ---- | ------------------- |
| "Right Here"  | 2013 | What You Don't See  |
| "Heavy Gloom" | 2015 | The Story So Far    |
| "Out Of It"   | 2017 | 7-inch vinyl single |

## Videografía
| Título                  | Año  | Álbum               | Director                   |
| ----------------------- | ---- | ------------------- | -------------------------- |
| "Quicksand"             | 2011 | Under Soil and Dirt | James Liberato             |
| "Roam"                  | 2012 | Under Soil and Dirt |                            |
| "Empty Space"           | 2013 | What You Don't See  | Kyle Camarillo             |
| "Heavy Gloom"           | 2016 | The Story So Far    | Kyle Camarillo & Joey Izzo |
| "Nerve"                 | 2016 | The Story So Far    | Kyle Camarillo             |
| "Upside Down"           | 2018 | Proper Dose         | -                          |
| "Take Me As You Please" | 2018 | Proper Dose         | Eric Soucy                 |